# Las obras escogidas de T.S. Spivet
Las obras escogidas de T.S. Spivet (título original en inglés: The Selected Works of T.S. Spivet) es la primera novela del estadounidense Reif Larsen, publicada por primera vez en el 2009. Narra el viaje de Tecumseh Sparrow Spivet, un cartógrafo de 12 años, del rancho de su familia en Montana hasta el Instituto Smithsoniano en Washington D. C.. Un aspecto a resaltar del libro son las ilustraciones, mapas y gráficos que hay en los márgenes a lo largo del libro.

## Trama
Tecumseh Sparrow Spivet, o T.S. Spivet, es un niño prodigio de la cartografía de 12 años que vive en un rancho de Montana con su hermana mayor, Gracie, y con sus padres, un ranchero de carácter distante y una entomóloga sumergida en su trabajo. Su hermano menor, Layton, murió de un disparo durante un experimento del protagonista. 
T.S., con ayuda de un compañero de su madre y a espalda de sus padres, publica varios trabajos en revistas. Un día recibe una llamada del Instituto Smithsoniano, que cree que es un adulto, comunicándole que le conceden un premio por su trabajo y lo invitan a que lo recoja durante una ceremonia en dicha institución. Así pues, T.S. se escapa de su casa e inicia su viaje hacia Washington D. C. como polizón en trenes y durante el viaje descubre cosas sobre su madre y su familia gracias a unos papeles que le había cogido a esta y que lee durante el camino. Al llegar a su destino descubre a una sociedad secreta de científicos y se reencuentra con su padre que ha ido en su búsqueda.

## Adaptación cinematográfica.
La novela ha sido adaptada al cine con el título El extraordinario viaje de T. S. Spivet.